# Douglas (futebolista)
Dyanfres Douglas Chagas Matos (30 de dezembro de 1987), conhecido apenas como Douglas, é um futebolista brasileiro que atua como Atacante, atualmente defende o Vissel Kobe.

## Carreira
Douglas assinou um contrato com o clube japonês Tokushima Vortis em julho de 2010. Seu primeiro jogo pelo clube foi no dia 25 de julho de 2010 contra o Tokyo Verdy. Seu primeiro gol pelo clube foi no dia 22 de agosto de 2010 contra o Giravanz Kitakyushu.

## Títulos
Sanfrecce Hiroshima
- J-League: 2015

### Campanhas de destaque
- Terceiro colocado na Copa do Mundo de Clubes da FIFA: 2015

### Títulos Individuais
- J.League Best XI: 2015